# ジャッジ・デクレアド・ゴール
ジャッジ・デクレアド・ゴール(Judge Declared Goal 通称JDG）は、熱気球競技における種目の一つである。

## 概要
大会主催者側が一つのターゲットを決定し、熱気球競技者は、主催者が決定した離陸地から飛行し、数km離れた場所からそのターゲットに向かう。ターゲット付近に達した競技者は、マーカーと呼ばれる目印を落とし、どのくらいターゲットの近くに寄る事ができたかを競う。

## 他の競技種目
- フライイン・タスク(FIN)
- パイロット・デクレアド・ゴール(PDG)
- フライオン・タスク(FON)
- ヘジテーション・ワルツ(HWZ)
- ヘア・アンド・ハウンド(HNH)
- ミニマム・ディスタンス(MND)
- マキシマム・ディスタンス(MXD)
- ミニマム・ディスタンス・ダブル・ドロップ(MNDD)
- マキシマム・ディスタンス・ダブル・ドロップ(MXDD)
- エルボー・タスク(ELB)
- カリキュレイテッド・レイティング・アクセス・タスク(CRAT)